# Улица Ушће
| Ушће                                               | Ушће               |
| -------------------------------------------------- | ------------------ |
|                                                    |                    |
| Општина                                            | Нови Београд       |
| Почетак                                            | Милентија Поповића |
| Крај                                               | Ушће               |
| Дужина                                             | око 2200 m         |
| Ширина                                             | променљива m       |
|                                                    |                    |
|                                                    |                    |
| Улица Ушће, Нови Београд, поглед ка Дунавском кеју |                    |

Улица Ушће налази се поред ушћа Саве у Дунав, на левој обали Саве и десној обали Дунава, у ГО Нови Београд, Београд.

## Траса
Улица Ушће почиње од раскрснице са Булеваром Михајла Пупина, пресеца Булевар Николе Тесле, иде до обале и шеталишта, савија се ка Сави и иде до испод Бранковог моста, одакле даље  иде паралелно са мостом и завршава се иза ТЦ „Ушће“, сусрећући се са својим првим делом. 
Улица обухвата новобеоградски блок 15 и део блока 16.